# Medmassa celebensis
Espèce
Synonymes
- Astratea celebensis Deeleman-Reinhold, 1995

Medmassa celebensis est une espèce d'araignées aranéomorphes de la famille des Corinnidae.

## Distribution
Cette espèce est endémique de Sulawesi en Indonésie.

## Description
La femelle holotype mesure 5,60 mm.

## Étymologie
Son nom d'espèce, composé de celeb[es] et du suffixe latin -ensis, « qui vit dans, qui habite », lui a été donné en référence au lieu de sa découverte, les Célèbes.

## Publication originale
- Deeleman-Reinhold, 1995 : New or little known non-antmimicking spiders of the subfamily Castianeirinae from southeast Asia (Arachnida: Araneae: Clubionidae). Beiträge zur Araneologie, no 4, p. 43-54.